# Va li hạt nhân
Vali hạt nhân (tiếng Anh: nuclear football (cũng gọi là atomic football, President's emergency satchel, Presidential Emergency Satchel, button, black box, hay chỉ là football) là một vali, dụng cụ trong nó được sử dụng để kích hoạt một cuộc tấn công hạt nhân.

### Lịch sử
Mỹ là quốc gia đầu tiên sở hữu vũ khí hạt nhân và cũng là nơi khai sinh chiếc vali hạt nhân đầu tiên.
Trong bối cảnh Chiến tranh Lạnh, Tổng thống Mỹ thứ 35 là John F. Kennedy lo ngại những phần tử cực đoan trong giới lãnh đạo Mỹ có thể sử dụng vũ khí hạt nhân tấn công Liên Xô mà không thông qua sự phê duyệt của ông. Ngoài ra, John F. Kennedy cũng muốn mình có thể phát động cuộc tấn công hạt nhân chiến lược ở mọi lúc mọi nơi. Vali hạt nhân ra đời từ đó.

## Hoa Kỳ
Có ít nhất 3 chiếc vali được giao cho Tổng thống Hoa Kỳ, Phó Tổng thống Hoa Kỳ và một người sống sót được chỉ định (thường là một thành viên nội các do tổng thống chỉ định thực hiện mệnh lệnh trong trường hợp tổng thống và phó tổng thống “gặp chuyện”). để ủy quyền cho một tấn công hạt nhân trong khi đi từ trung tâm mệnh lệnh cố định, chẳng hạn như Phòng Tình trạng Nhà trắng. Nó hoạt động như một trung tâm di động trong hệ thống phòng thủ chiến lược của Hoa Kỳ. Nó được giữ bởi một aide-de-camp.
Thiết bị này mang trong mình mã vạch thực hiện cuộc tấn công hạt nhân.
Vali hạt nhân sẽ không bao giờ rời tổng thống và cuộc tấn công hạt nhân được tổng thống kích hoạt bằng một thẻ nhựa.

### Giao thức hoạt động
Sau khi tổng thống đã lựa chọn phương thức tấn công, lệnh này sẽ được chuyển đến Lầu Năm Góc, dùng mã xác nhận có niêm phong; rồi lệnh được chuyển đến Sở chỉ huy chiến lược Mỹ tại Căn cứ không quân Offutt tại bang Nebraska, Mỹ.
Sau đó, lệnh tấn công lại được đưa đến đội thực hành, dùng mật mã đã được mã hóa. Mật mã này phải trùng khớp với mật mã đội thực hành đang giữ trong két sắt. Khi đó, cuộc tấn công bắt đầu.
Về cơ bản, quyền kích hoạt cuộc tấn công hoàn toàn thuộc về tổng thống. Về lý thuyết, tổng thống là người kích hoạt nhưng Bộ trưởng Bộ Quốc phòng sẽ trực tiếp thực hiện. Bộ trưởng Quốc phòng Mỹ có thể bất tuân nếu nghi ngờ động cơ của tổng thống.
Tuy nhiên, điều này sẽ phạm luật đảo chính và tổng thống có thể bãi nhiệm Bộ trưởng Quốc phòng, chỉ định Thứ trưởng Quốc phòng thực hiện nhiệm vụ.
Theo Tu chính án thứ 25 của Hiến pháp Hoa Kỳ, về lý thuyết, phó tổng thống có thể tuyên bố tổng thống không đủ tỉnh táo đưa ra một quyết định đúng đắn, nhưng khi đó phó tổng thống cần phải được hầu hết nội các đứng sau lưng.

## Nga
Tên gọi chung cho các vali hạt nhân của Nga là Cheget. Chúng được đặt theo tên dãy núi Cheget ở vùng Kabardino-Balkaria thuộc Nga. Vali hạt nhân là một phần trong hệ thống tự động hóa mệnh lệnh tối cao và kiểm soát Lực lượng Hạt nhân Chiến lược (SNF).

### Giao thức hoạt động
Cũng như Mỹ, Nga cũng có tới 3 vali do Tổng thống, Bộ trưởng Bộ Quốc phòng và Tổng tham mưu trưởng quân đội nắm giữ. 
Ba vali hạt nhân xuất hiện lần đầu khi Mikhail Gorbachev trở thành lãnh đạo Liên Xô năm 1985. Chúng kết nối với hệ thống liên lạc đặc biệt có tên mã Kavkaz gồm dây cáp, sóng radio và sóng vệ tinh nhân tạo. Kavkaz có khả năng điều khiển tên lửa hạt nhân, ngay cả khi hệ thống thông tin chính bị hư hại hay bị phá hủy.
Trong trường hợp nguy cơ về một cuộc tấn công hạt nhân nhằm vào Nga xuất hiện, vali truyền hiệu lệnh sử dụng vũ khí có sức mạnh hủy diệt này tới thiết bị tiếp nhận thông tin cuối cùng mang tên Baksan được đặt tại các trung tâm chỉ huy của Bộ Tổng tham mưu, các lực lượng tên lửa, Hải quân và Không quân.
Sau khi nhận tín hiệu mã hóa, nhân viên tại trung tâm sẽ dùng mã riêng để xác nhận chính Tổng thống đã gửi hiệu lệnh đó, chứ không phải ai khác. Một đường dây nóng được nối nhằm xác minh tình hình. Khi 3 quan chức hàng đầu là Tổng thống, Bộ trưởng Bộ Quốc phòng và Tổng tham mưu trưởng quân đội đưa ra quyết định cuối cùng, nhân viên trung tâm sẽ kích hoạt mã tương thích và gửi chúng tới bệ phóng tên lửa hay các tàu ngầm hạt nhân. Khi ấy, các mã tích hợp và tên lửa phóng thẳng tới mục tiêu.

### Sự kiệnNa Uy
Ngày 25/01/1995, Na Uy đã phóng một tên lửa đẩy mang vệ tinh khí tượng lên khoảng không vũ trụ, có quỹ đạo bay về hướng nước Nga, nhưng không hề có thông báo về sự việc này. Các radar cảnh báo sớm tầm xa tên lửa đạn đạo của Nga đã thể hiện khả năng quan sát tầm xa đáng sợ, khi phát hiện một quả tên lửa đạn đạo không rõ chủng loại và không rõ là có mang đầu đạn hạt nhân hay không, được phóng đi từ khu vực phụ cận Spitsbergen - Na Uy, hướng thẳng về phía Nga.
Các thiết bị đo đạc của Nga dự kiến tên lửa đạn đạo này chỉ mất khoảng 5 phút nữa là bay đến Moscow, thông tin này ngay lập tức được báo cáo lên Tổng thống Nga, lúc đó là ông Boris Yeltsin, đồng thời, các hệ thống radar dự cảnh, hệ thống chỉ huy, kiểm soát lực lượng phòng thủ tên lửa tự động được đặt trong tình trạng báo động ở mức cao nhất.
Bộ chỉ huy trung ương của Nga cho rằng, đây có thể là một tên lửa đạn đạo liên lục địa của NATO, tấn công vào Nga từ các căn cứ phóng ở Na Uy. Ngay lập tức Tổng thống Boris Yeltsin và các lãnh đạo cấp cao nhất đã hội ý khẩn cấp qua các phương tiện thông tin liên lạc để bàn bạc về “cú phản đòn hạt nhân”, trong khi đó các thông tin về tên lửa này liên tục được cập nhật.
Sau này ông Yeltsin thừa nhận lúc đó chiếc “Vali hạt nhân” huyền thoại đã được chuyển đến trước mặt, buộc ông phải đối diện với một quyết định lịch sử với “quả bóng hạt nhân”. May mắn cho cả thế giới là trong vòng 5 phút nghẹt thở đó, các hệ thống radar cảnh báo tên lửa của Nga đã kịp xác định đó thực ra chỉ là một quả tên lửa đẩy vô hại mang theo vệ tinh khí tượng của Na Uy chứ không phải là tên lửa đạn đạo liên lục địa mang đầu đạn hạt nhân của NATO.